# Didymoglossum kapplerianum
Didymoglossum kapplerianum là một loài thực vật có mạch trong họ Hymenophyllaceae. Loài này được (J.W. Sturm) Ebihara & Dubuisson mô tả khoa học đầu tiên năm 2006.